# Amt Neustrelitz-Land
Het Amt Neustrelitz-Land is een samenwerkingsverband van 11 gemeenten en ligt in het landkreis Mecklenburgische Seenplatte in de Duitse deelstaat Mecklenburg-Voor-Pommeren. Het Amt telt 7.362 inwoners. Het bestuurscentrum bevindt zich in de stad Neustrelitz.

## Geschiedenis
Het Amt Neustrelitz-Land is op 31 maart 1992 opgericht.

## Gemeenten
Het Amt bestaat uit de volgende gemeenten:
- Blankensee met Friedrichsfelde, Groß Schönfeld, Hoffelde, Neuhof, Rödlin, Rollenhagen, Wanzka en Watzkendorf
- Blumenholz met Blumenhagen, Ehrenhof, Usadel, Weisdin en Wendfeld
- Carpin met Bergfeld, Goldenbaum, Goldenbaumer Mühle, Georgenhof, Thurow en Zinow
- Godendorf met Schneidemühle, Papiermühle, Teerofen en Düsterförde
- Grünow met Ollendorf
- Hohenzieritz met Prillwitz en Zippelow
- Klein Vielen met Adamsdorf, Brustorf, Hartwigsdorf, Liepen en Peckatel
- Kratzeburg met Dalmsdorf, Dambeck, Granzin, Krienke en Pieverstorf
- Möllenbeck met Flatow, Quadenschönfeld, Stolpe en Warbende
- Userin met Groß-Quassow, Useriner Mühle, Voßwinkel en Zwenzow
- Wokuhl-Dabelow met Bartelshof, Brückentin, Carolinenhof, Comthurey, Grammertin, Herzwolde en Wutschendorf